# Хуснулин, Равиль Камильевич
Равиль Камильевич Хуснулин (род. 14 декабря 1957, Львов) — российский государственный и политический деятель. Депутат Государственной Думы VII созыва. Член фракции «Единая Россия», член комитета Госдумы по федеративному устройству и вопросам местного самоуправления.

## Биография
В 1979 году получил высшее образование по специальности «физическая культура» окончив казанский филиал Волгоградского института физической культуры. В 1990 году, после окончания аспирантуры Казанского государственного педагогического института, защитил диссертацию на соискание учёной степени кандидата педагогических наук. В 1979 году, после получения высшего образования, до призыва в армию, работал учителем физической культуры в средней школе № 16 города Казани. В 1980 году был мобилизован на срочную службу в ряды Советской армии. Отслужив один год, как выпускник ВУЗа, после демобилизации из армии, с 1981 по 1982 год работал преподавателем в казанском филиале Волгоградского института физической культуры. С 1982 по 1983 год работал секретарём Всесоюзного ленинского коммунистического союза молодёжи (ВЛКСМ) казанского филиала Волгоградского института физической культуры, с 1982 по 1987 год работал в Казанском городском комитете ВЛКСМ в должности заведующего отделом спортивной и оборонно-массовой работы.
C 1990 по 2001 год работал в должности ассистента кафедры педагогики в Казанском государственном педагогическом институте. С марта по декабрь 1991 года работал в Фонде сохранения и развития татарского языка и культуры в должности замдиректора. С 1991 по 1997 год занимался предпринимательской деятельностью, был учредителем и руководителем нескольких частных предприятий, в том числе Татарстано-турецкого Совместного предприятия. С 1997 по 2001 год работал в казанском филиале Современного гуманитарного института в должности старшего преподавателя. С 2001 по 2006 год работал в РОО «Инвалидов Вооруженных сил, органов внутренних дел и органов государственной безопасности» в должности советника президента.
С 2006 по 2014 год возглавлял региональное отделение партии «Патриоты России». Дважды безуспешно баллотировался в депутаты Госдумы от партии «Патриоты России» в 2007 и в 2011 году. С 2014 года является главой исполнительного комитета Общероссийского народного фронта. С 2013 по 2016 год являлся членом ЦИК республики Татарстан с правом решающего голоса.
В сентябре 2016 года баллотировался в Госдуму по спискам партии «Единая Россия» по результатам распределения мандатов стал депутатом Государственной Думы VII созыва.

## Законотворческая деятельность
С 2016 по 2019 год, в течение исполнения полномочий депутата Государственной Думы VII созыва, выступил соавтором 74 законодательных инициатив и поправок к проектам федеральных законов.

## Награды
- Памятный знак «МПА СНГ. 25 лет» (13 октября 2017 года, Межпарламентская ассамблея СНГ) — за содействие в деятельности Межпарламентской Ассамблеи и её органов[8].
- Почётная грамота Совета Межпарламентской Ассамблеи государств — участников Содружества Независимых Государств (27 ноября 2020 года, Межпарламентская ассамблея СНГ) — за активное участие в деятельности межпарламентской Ассамблеи и её органов, вклад в укрепление дружбы между народами государств — участников Содружества Независимых Государств[9].